# The Primitives
The Primitives – brytyjska postpunkowa i indiepopowa grupa założona w 1985 w Coventry, rozwiązana w 1991 i reaktywowana w 2009.

## Historia

### 1985–1991
Zespół powstał latem 1985 roku w Coventry w składzie: Keiron McDermott (wokal) Paul Court (gitara, wokal), Steve Dullaghan (gitara basowa), Peter Tweedie (perkusja). Po kilku koncertach Keirona zastąpiła wokalistka Tracy Tracy (właściwie Tracy Cattell), która miała wówczas tlenione blond włosy. Jej obecność zainspirowała bardziej melodyjne podejście, przez co zespół był porównywany do Blondie. Grupę porównywano także do The Ramones pod względem melodycznym.
Zespół założył własną wytwórnię muzyczną Lazy Records, w której w 1986 roku nagrali pierwszy singel „Thru the Flowers”. Wytwórnia odniosła sukces dzięki utworom takim jak „Thru the Flowers”, „Really Stupid”, „Stop Killing Me”. Z czasem zyskała status filii RCA Records, pozostając przy niszowych brzmieniach.
The Primitives pozostawali ulubieńcami popowej prasy. W 1987 roku doszło do kolejnej zmiany personalnej: usunięcia Petera Tweedie'a (rzekomo za znęcanie się nad kotami Tracy'ego), którego zastąpił Tig Williams. Wspólnie z nim grupa w 1988 roku nagrała debiutancki album Lovely. Sukcesem zespołu okazał się początek 1988 roku, kiedy to singel „Crash” dotarł na 5. miejsce brytyjskiej listy przebojów, a album Lovely na 10. miejsce.
Koncertowali w Stanach Zjednoczonych, a po zakończeniu trasy zespół opuścił Steve Dullaghan, którego na krótko zastąpił Andy Hobson, a po nim pojawił się Paul Sampson. Zespół nagrał kolejny album pt. Pure (1989), jednak okazał się on tylko częściowym sukcesem i nie dorównał w tym poprzedniemu albumowi.
Ostatni album, Galore z 1991 roku, także nie okazał się sukcesem finansowym, a muzycy postanowili rozstać się.

### Od 2009
W lutym 2009 roku zmarł Steve Dullaghan, co ponownie połączyło zespół. Tracy, Coutr i Williams postanowili reaktywować The Primitives. Wraz z Raphem Moore'em na basie zagrali kilka koncertów w październiku 2009 roku. Jako że przedsięwzięcie zakończyło się sukcesem, postanowili grać dalej – w 2010 roku wyruszyli w trasę koncertową po Anglii, a także zagrali koncert w Nowym Yorku. Wraz z producentem Paulem Sampsonem wydali w 2011 roku nową EP-kę pt. Never Kill a Secret, a w 2012 roku wydali pierwszy po reaktywacji album studyjny pt. Echoes and Rhymes, który zawierał covery mało znanych piosenek z lat 60. XX wieku. Oba albumy zostały wydane przez wytwórnię Elefant.
Pracę nad kolejnym albumem rozpoczęli Tracy, Court i Williams praz Sampson jako gitarzysta basowy i producent. i na fotelu producenta. Wydany w 2014 roku album pt. Spin-O-Rama zawierał wyłącznie oryginalny materiał nawiązujący do klasycznego brzmienia zespołu. i został wydany przez Elefant w październiku 2014 roku; dwa utwory z albumu („Purifying Tone” i „Lose the Reason”) zostały zremiksowane przez argentyńską grupę Modular w 2015 roku. W 2017 roku zespół wydał czteropiosenkowy singiel „New Thrills”.

## Skład
- Paul Court – gitara, wokal (1985–1991[3], od 2009[2])
- Tracy Tracy (właściwie Tracy Cattell) – wokal (1986–1991[3], od 2009[2])
- Tig Williams – perkusja (1987–1991[3], od 2009[2])
- Paul Sampson – gitara basowa (1989–1991[3], od ?)

### Byli członkowie
- Steve Dullaghan – gitara basowa, gitara (1985–1989)[3]
- Peter Tweedie – perkusja (1985–1987)[3]
- Keiron McDermott – wokal (1985–1986)[3]
- Clive Layton – keyboard (1988–1991)[3]
- Andy Hobson – gitara basowa (1989)[3]
- Neil Champion – gitara basowa (1991)[3]
- Raph Moore – gitara basowa (2009[2]–?)

## Dyskografia

### Albumy
- Lovely(inne języki) (1988)[5] UK #6[6]
- Pure(inne języki) (1989) UK #33[6]
- Galore(inne języki) (1991)[7]
- Echoes and Rhymes(inne języki) (2012)[8]
- Spin-O-Rama (2014)[9]

### Kompilacje
- Lazy 86–88 (1989) UK #73[6]
- Bombshell (1994)[10]
- Best of The Primitives (1996)[11]
- Bubbling Up – BBC Sessions (1998)[12]
- Thru the Flowers – The Anthology (2004)[13]
- Buzz Buzz Buzz (2005)[14]
- The Best of The Primitives (2005)[15]
- Buzz Buzz Buzz – Complete Lazy Recordings (2006)[16]
- Everything's Shining Bright – The Lazy Recordings 1985–1987 (2013)[17]

### Notowane single
| Tytuł                                                                     | Najwyższa pozycja na liście | Najwyższa pozycja na liście |
| Tytuł                                                                     | UK                          | US Alt                      |
| ------------------------------------------------------------------------- | --------------------------- | --------------------------- |
| Stop Killing Me                                                           | 78                          | —                           |
| Thru The Flowers                                                          | 77                          | —                           |
| Crash                                                                     | 5                           | 3                           |
| Out Of Reach                                                              | 5                           | —                           |
| Way Behind Me                                                             | 25                          | 8                           |
| Sick Of It                                                                | 24                          | 9                           |
| Secrets                                                                   | 49                          | 12                          |
| You Are The Way                                                           | 58                          | —                           |
| Crash – The '95 Mix                                                       | —                           | 33                          |
| „—” oznacza, że album nie znalazł się na listach przebojów w tym regionie |                             |                             |

## W filmach
Utwór „Crash” został wykorzystany w filmie Głupi i głupszy.